# Barry Sharpless
Karl Barry Sharpless (Filadelfia, 28 aprile 1941) è un chimico statunitense. Professore di chimica allo Scripps Research Institute di San Diego. Ha vinto il premio Nobel per la chimica nel 2001 per «il suo lavoro sulle reazioni di ossidazione attivate da catalisi chirale» e nuovamente nel 2022, insieme a Morten Meldal e Carolyn R. Bertozzi per «lo sviluppo della chimica a scatto e della chimica bioortogonale».

## Biografia

### Gioventù e studî
Sharpless nasce a Filadelfia. Si diploma nel 1959 alla Friends' Central School, una scuola quacchera. Continua gli studi al Dartmouth College di Hanover, nel New Hampshire, dove si laurea nel 1963, e presso la Stanford University, ove consegue il dottorato nel 1968. Prosegue il lavoro di ricerca post-dottorato alla Stanford e all'Università di Harvard. Gli viene, inoltre, assegnata una laurea honoris causa presso la Technische Universität München.

### Carriera accademica
Ha cominciato la sua carriera accademica al Massachusetts Institute of Technology di Boston. Negli anni '90 ha trasferito il suo gruppo di ricerca al prestigioso Scripps Research Institute di San Diego. Nel 2001 ha vinto il Nobel per la chimica per i suoi studî sulle reazioni stereoselettive (epossidazione di Sharpless, diidrossilazione asimmetrica di Sharpless e ossiaminazione di Sharpless). Inoltre, è riuscito a epossidare una sfera di fullerene C86 Buckminster, utilizzando come solvente il p-Cresolo. Inoltre, Sharpless è stato estremamente importante per lo sviluppo del campo della 'click chemistry', una filosofia nell'approccio dell'invenzione delle reazioni chimiche che sta trovando notevoli applicazioni sia in campo accademico che in campo industriale. La reazione più importante tra quelle riconosciute nella categoria di 'click chemistry' è sicuramente la cicloaddizione (detta anche cicloaddizione di Huisgen) di una azide a un alchino catalizzata da rame (Azide-alkyne Huisgen cycloaddition).

### Vita personale
Sharpless ha sposato Jan Dueser il 28 aprile 1965. I due hanno tre figli: Hannah (1976), William (1978) e Isaac (1980).